# عبریتا
عبریتا (به عربی: عبریتا) یک روستا در سوریه است که در ناحیه کفر تخاریم واقع شده‌است. عبریتا ۵۲۸ نفر جمعیت دارد.